# Vũ Tuyên Hoàng
Vũ Tuyên Hoàng (2 tháng 12 năm 1939 - 26 tháng 2 năm 2008) là Giáo sư, Tiến sĩ khoa học nông nghiệp xuất sắc của Việt Nam. Ông là Ủy viên Ban Chấp hành Trung ương Đảng Cộng sản Việt Nam các khóa V, VI, VII và VIII, đại biểu Quốc hội Việt Nam các khóa VIII, XI và XII, Ủy viên Đoàn Chủ tịch Ủy ban Trung ương Mặt trận Tổ quốc Việt Nam các khóa V và VI, Chủ tịch Liên hiệp các Hội Khoa học và Kỹ thuật Việt Nam khóa IV và V, nguyên Thứ trưởng Bộ Nông nghiệp Việt Nam.

## Tiểu sử
Ông sinh tại Hà Nội, là con trai nhà văn, nhà nghiên cứu văn học hiện đại và văn học dân gian Việt Nam Vũ Ngọc Phan với nhà thơ Hằng Phương. Là giáo sư, tiến sĩ khoa học ngành nông nghiệp, viện sĩ Viện Hàn lâm khoa học nông nghiệp Liên bang Nga, viện sĩ Viện Hàn lâm khoa học Thế giới thứ 3 (nay là Viện Hàn lâm khoa học Thế giới - TWAS)
- Từ năm 1955 đến năm 1960: học tập tại trường Đại học Nông nghiệp I Hà Nội.
- Từ năm 1961 đến năm 1968: là giảng viên, sau đó giữ chức trưởng Bộ môn Di truyền chọn giống cây trồng trường Đại học Nông nghiệp I Hà Nội.
- Từ năm 1969 đến năm 1973: là nghiên cứu sinh tại trường Đại học Nông nghiệp, Krasnodar, Liên Xô.
- Năm 1973: Ông bảo vệ thành công luận án phó tiến sĩ (nay là tiến sĩ), sau đó về nước.
- Từ năm 1973 đến năm 1975: Công tác tại Bộ Đại học và Trung học chuyên học chuyên nghiệp (nay là Bộ Giáo dục và đào tạo).
- Từ 1975 đến 1975: Là thực tập sinh cao cấp tại trường Đại học Nông nghiệp, Krasnodar, Liên Xô.
- Năm 1977: Bảo vệ thành công luận án tiến sĩ (nay là tiến sĩ khoa học).
- Từ năm 1977 đến năm 1999 GS.VS Vũ Tuyên Hoàng giữ chức các chức vụ: Viện trưởng Viện cây lương thực và cây thực phẩm, Bộ Nông nghiệp và Phát triển nông thôn; từ năm 1989 đến năm 1993 là Thứ trưởng Bộ Nông nghiệp kiêm Viện trưởng Viện di truyền nông nghiệp; từ năm 1978 đến năm 1995, là Chủ nhiệm các chương trình khoa học kỹ thuật Nhà nước về cây lương thực và cây thực phẩm; từ 1982 đến năm 1989, là Uỷ viên Hội đồng Giải thưởng Nhà nước Việt Nam. Từ 1989 đến 1999, là Chủ tịch Hội đồng khoa học Bộ Nông nghiệp Việt Nam. Năm 1988 ông được bầu là Viện sĩ Viện Hàn lâm khoa học nông nghiệp Liên bang Nga [1]; năm 1994 là Viện sĩ Viện Hàn lâm khoa học Thế giới thứ 3 (Viện hàn lâm khoa học thế giới cho các nước đang phát triển, Đông Nam Á) [2].
- Từ năm 1999 đến khi mất ông đảm nhiệm các chức vụ: Chủ tịch Liên hiệp các hội khoa học và kỹ thuật Việt Nam, Chủ tịch Hội Hữu nghị Việt Nam - Nhật Bản, Chủ tịch Hội các ngành sinh học Việt Nam, Phó Chủ tịch Liên hiệp các tổ chức hữu nghị Việt Nam.
- GS.VS Vũ Tuyên Hoàng là Ủy viên BCH Trung ương Đảng các khóa V, VI, VII và VIII, đại biểu Quốc hội nước Cộng hòa xã hội chủ nghĩa Việt Nam các khoá VIII, XI và XII, uỷ viên Hội đồng Chính sách Khoa học và Công nghệ Quốc gia của chính phủ nước CHXHCN Việt Nam.
- Ông mất năm 2008 tại Bệnh viện Hữu nghị Việt Xô Hà Nội vì bệnh tiểu đường.[3]

## Khen thưởng
- Huân chương Lao động hạng 3, hạng 1.
- Huân chương Độc lập hạng 2.
- Giải thưởng Lúa thế giới tại Nhật Bản trên cả ông tổ lúa lai Viên Long Bình của Trung Quốc.
- Giải thưởng Hồ Chí Minh về khoa học kỹ thuật.
- Anh hùng Lao động thời kỳ đổi mới (2021, truy tặng).[4]

## Gia đình
Ông là con trai của nhà văn Vũ Ngọc Phan và nữ sĩ Hằng Phương, có chị gái là họa sĩ Vũ Giáng Hương, Chủ tịch Liên hiệp các Hội Văn học nghệ thuật Việt Nam.
Vợ ông là Nguyễn Thị Hồng Nga, tiến sĩ tâm lý học, hiện công tác tại Bộ Lao động thương binh và Xã hội, người ông đã gặp khi làm nghiên cứu sinh tại Liên Xô. Vũ Tuyên Hoàng có hai con trai là Vũ Thế Vinh và Vũ Hồng Nhật.